# Santa Clara (Califórnia)
Santa Clara é uma cidade localizada no estado norte-americano da Califórnia, no condado de Santa Clara. Foi incorporada em 5 de julho de 1852.
É o local da oitava das 21 missões da Califórnia, a Missão de Santa Clara de Assis, que deu origem ao nome da cidade. A Missão e os Jardins da Missão estão situados no solo da Universidade de Santa Clara. A cidade é a base do Golden State Baptist College, do Mission College e da Universidade de Santa Clara, que é a instituição mais antiga de ensino superior no estado da Califórnia.
Santa Clara está localizada no centro do Vale do Silício (Silicon Valley em inglês), sendo a casa da Intel, Sun Microsystems, NVIDIA e muitas outras companhias famosas de alta tecnologia.

## Geografia
De acordo com o Departamento do Censo dos Estados Unidos, a cidade tem uma área de 47,7 km², onde todos os 47,7 km² estão cobertos por terra.

## Demografia
Segundo o censo nacional de 2020, a sua população é de 127 mil habitantes e sua densidade populacional é de 2 442,62 hab/km². Possui 45 147 residências, que resulta em uma densidade de 946,84 residências/km².